# Hr.Ms. O 19 (1939)
De Hr.Ms. O 19 (naamsein: P 19, N 54) was een Nederlandse onderzeeboot van de O 19-klasse. Het schip was de eerste Nederlandse onderzeeboot sinds de M 1 die ook gebruikt kon worden als mijnenlegger. De O 19 stond eerst gepland als K XIX, maar tijdens de bouw door de Wilton-Fijenoord werd het schip hernoemd tot O 19. Daarmee was het de eerste Nederlandse onderzeeboot die niet meer specifiek was gebouwd voor de Nederlandse of koloniale wateren.

## Het ontwerp en de bouw
De O 19 was de eerste Nederlandse mijnenleggende onderzeeboot gebouwd voor de Nederlandse marine. De eerste mijnenlegger, de M 1, was namelijk een Duitse onderzeeboot die door Nederland was geïnterneerd tijdens de Eerste Wereldoorlog en overgenomen van Duitsland. De bouw van het schip vond plaats bij de Schiedamse scheepswerf Wilton-Fijenoord. Het ontwerp voor de O 19-klasse was afkomstig van de Nederlandse ingenieur G. de Rooij en vertoonde gelijkenis met het ontwerp voor de Poolse Orzełklasse waarvan de schepen ook door Nederlandse scheepswerven waren gebouwd. Het vermoeden bestaat dan ook dat de O 19-klasse is gebaseerd op de Orzełklasse. De O 19 wordt vaak gezien als de eerste onderzeeboot ter wereld die was uitgerust met een snuiver, maar er zijn bronnen dat onderzeeboten O 2 en K II ook waren uitgerust met een soort van experimentele snuiver. Een snuiver is een pijp waarmee lucht ververst wordt terwijl de onderzeeboot onder water vaart. Er kan dus onder water op de zuurstof gebruikende dieselmotoren worden gevaren. De eerste experimentele snuivers aan boord van de O 2 en K II diende een ander doel, namelijk het voorzien in zuurstof van de diesels tijdens zwaar weer.
De diesels van de O 19 waren gemaakt door het Zwitserse bedrijf Sulzer, het waren 7 cilinder 2-takt motoren die ieder 2.650 pk leverden. Bij een snelheid van 22,2 km/h (12 knopen) had het schip een actieradius van 18.520 km (10.000 zeemijl). Onder water werd de onderzeeboot aangedreven door een 500 pk elektromotor die de stroom onttrok aan een serie van 2 x 96 accu's. Bij een snelheid van 15,7 km/h (8,5 knopen) kon onder water een afstand van 50,0 km (27 zeemijlen) worden afgelegd, maar door het gebruik van de snuiver kon hij bij rustig weer ook onder water met de dieselmotoren varen.
De hoofdbewapening van de O 19 bestond uit acht 53 cm torpedobuizen, vier aan de voorzijde en vier aan de achterzijde. Voor de onderzeeboot werd gebruikgemaakt van verschillende torpedo's, onder meer de Mk 8, V53 en Mk IV*SD. Daarnaast omvatte het ontwerp van de O 19-klasse twintig mijnenbuizen, tien aan de linkerkant en tien aan de rechterkant van de onderzeeboot. Het ontwerp voor de mijnenbuizen was afkomstig van de Franse scheepswerf Normand-Fenaux. In iedere mijnbuis konden twee zeemijnen worden opgeslagen, wat het totaal aantal zeemijnen dat de O 19 kon meenemen op veertig bracht. De zeemijnen die gebruikt werden door de O 19 waren afkomstig van het Britse Vickers. Verder beschikte de onderzeeboot over een 8,8 cm dekkanon dat ook geschikt was als luchtafweergeschut, ook de 12,7 mm mitrailleur kon worden gebruikt voor dat doel. Daarnaast was de O 19 uitgerust met een 4,0 cm kanon van het merk Bofors.
Beide onderzeeboten van de O 19-klasse waren uitgerust een perifoon-installatie of te wel een geruispeiler van Atlas Werke in Bremen. De geruispeiler was een passieve sonar. De O 19 werd tijdens groot onderhoud in het Verenigd Koninkrijk in 1943 uitgerust met ASDIC, een actieve sonar.

## Embleem en motto
Voor Nederlandse onderzeeboten was het tijdens de Tweede Wereldoorlog niet gebruikelijk een motto of embleem te hebben. Maar onder commando van Van Karnebeek werd een zelf ontworpen embleem op de voorkant van de toren van de O 19 geschilderd. Het embleem bestond uit een kikker op een blauwe achtergrond omringd door een kabel, boven de kop van de kikker bevond zich een helm met daarover een drietand en een anker met ketting. 'De kikker' was de bijnaam van Van Karnebeek, hij had die tijdens zijn opleiding bij de Marine gekregen vanwege zijn brede mond. Toen het commando van de O 19 werd overgenomen door Drijfhout van Hooff verdween het embleem weer van de voorkant van de toren.

## Commandanten
Vijf verschillende commandanten hebben op de O 19 gediend. Knoops het kortst, maar zeven maanden en Bach Kolling het langst, 22 maanden. Van Dongen was de eerste commandant van de O 19 hij had voor het commando van de O 19 kort, in 1933, het commando gevoerd over de O 13. Onder commando van Van Dongen ondernam de O 19 de overtocht naar Nederlands-Indië. Na aankomst nam Knoops het commando over van Van Dongen die terugkeerde naar Europa en daar het commando kreeg van de O 23. Voor Knoops wat het de zevende keer dat hij het commando voerde over een onderzeeboot. Nadat hij in december 1941 het commando overdroeg aan Bach Kolling werd hij commandant van de vierde onderzeebootdivisie in Nederlands-Indië. Bach Kolling had twee maal eerder het commando gevoerd over een onderzeeboot, beide schepen waren van de K III-klasse. Hij kwam aan boord van de O 19 vlak na het uitbreken van de oorlog met Japan en vertrok tijdens het groot onderhoud in Schotland. Na zijn vertrek werd hij commandant van de Nederlandse onderzeeboten in Perth. In Schotland kwam de O 19 onder commando van Van Karnebeek, die moest in december 1944 in Perth afstand doen van het commando in verband met zijn gezondheid. Het commando werd toen overgenomen door Drijfhout van Hooff. Voor Drijfhout van Hooff was het het derde commando over een onderzeeboot, onder hem werden drie patrouilles uitgevoerd, bij de derde patrouille liep de O 19 op het Laddrif. Na de Tweede Wereldoorlog heeft Drijfhout van Hooff nog het commando gevoerd over de Dolfijn.
| commandant                 | rang    | begin      | eind       |
| -------------------------- | ------- | ---------- | ---------- |
| K. van Dongen              | Ltz. I  | 03-07-1939 | 31-05-1941 |
| F.J.A. Knoops              | Ltz. I  | 31-05-1941 | 28-12-1941 |
| H.F. Bach Kolling          | Ltz. II | 08-12-1941 | 12-08-1943 |
| A. van Karnebeek           | Ltz. I  | 12-08-1943 | 16-12-1944 |
| I J.F. Drijfhout van Hooff | Ltz. I  | 16-12-1944 | 08-07-1945 |

## De O 19 voor de Tweede Wereldoorlog
Tijdens proefvaarten van de O 19 in juli 1939 voerde dr. Nieuwenkamp zwaartekrachtproeven uit aan boord van de O 19. Er waren al eerder aan boord van Nederlandse onderzeeboten proeven met zwaartekracht uitgevoerd onder meer door dr. ir. F. A. Vening Meinesz. Van 1931-1935 aan boord van de K XVIII, in 1937 aan boord van de O 12 en O 16 en in 1938 aan boord van de O 13. Op 25 juli 1939 begon de O 19 aan de oversteek naar Nederlands-Indië, het schip nam de route via het Suezkanaal. Op 13 september 1939 arriveerde de O 19 in Nederlands-Indië.

## De O 19 tijdens de Tweede Wereldoorlog

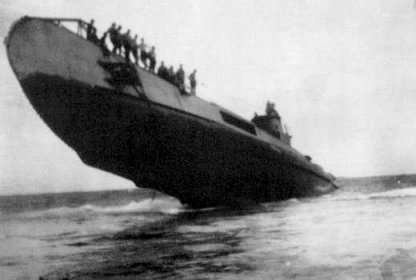
Hr.Ms. O 19 op Laddrif

De O 19 heeft vrijwel de gehele Tweede Wereldoorlog actief gediend en ging pas juli 1945 verloren doordat het op het Laddrif was gelopen. De bemanning werd gered door de Amerikaanse onderzeeboot Cod.

### De verdediging van Nederlands-Indië
Tijdens de Duitse aanval op Nederland in 1940 was de O 19 gestationeerd in Nederlands-Indië. Daar patrouilleerde het schip de wateren en legde het mijnenvelden. Toen de oorlog met Japan uitbrak, na de aanval op Pearl Harbor, was de O 19 samen met de O 20 ingedeeld bij de vierde onderzeebootdivisie van het Nederlandse onderzeebootflottielje in Nederlands-Indië en bevond het zich in de Floreszee. Op 11 december 1941 kreeg de vierde onderzeebootdivisie opdracht om op te stomen naar de Riouwarchipel. Na aankomst in de Riouwarchipel vielen de twee onderzeeboten onder Brits commando. Direct na de aankomst in de Riouwarchipel kregen de onderzeeboten de opdracht om naar Singapore door te varen, waar de schepen bevoorraad werden en er enkele kleine reparaties werden uitgevoerd.
Na de korte stop van drie dagen in Singapore begonnen de onderzeeboten aan een oorlogspatrouille, hier scheiden zich de wegen van de twee boten van de vierde onderzeebootdivisie. De O 20 ging naar het patrouille gebied in de Golf van Siam terwijl de O 19 de opdracht kreeg om in het gebied rondom de monding van de Pahang rivier te patrouilleren. In hetzelfde gebied waar ook al de Nederlandse onderzeeboten K XI en K XVII actief waren. Tijdens deze patrouille kreeg de O 19 geen mogelijkheid om een vijandig schip tot zinken de brengen. Op 25 december beëindigde de O 19 de patrouille en keerde het terug naar Singapore, om op nieuwjaarsdag 1942 opnieuw voor oorlogspatrouille uit te varen, nu onder commando van Bach Kolling die het commando had overgenomen van Knoops.
Deze keer lag het patrouillegebied weer ten westen van Malakka, ditmaal tussen 7° en 8° N en 102° en 104° O. In het begin van de patrouille was de O 19 onsuccesvol. Zo werd op 5 januari een konvooi van vier vrachtschepen en een Japanse jager gespot, maar de O 19 kon niet in een goede positie komen om aan te vallen. Later, op 10 januari, was er wel succes. Er werden twee Japanse vrachtschepen gespot, maar vanwege de weersomstandigheden had de O 19 moeilijkheden om in een goede positie te komen voor een aanval. Uiteindelijk lukte het om drie torpedo's te lanceren op het kleinste van de twee schepen, waarvan in ieder geval één torpedo het doel raakte. Daarop besloot Bach Kolling weg te duiken en weg te gaan. Op 15 januari keerde het schip terug naar Singapore waar de bemanning te horen kreeg dat de Japanse strijdkrachten hadden gemeld dat op 10 januari twee schepen tot zinken waren gebracht in het patrouillegebied van O 19. De schepen waren de Akita Maru (3.800 ton) en de Taryum Maru (5.400 ton). Het laatste schip, de grotere van de twee, was waarschijnlijk door een afgedwaalde torpedo van de O 19 tot zinken gebracht.
Op 15 januari begon de O 19 aan een nieuwe patrouille, ditmaal in de Straat Makassar tussen de eilanden Borneo en Celebes, omdat er een invasie van Borneo werd verwacht. Aan de Straat Makassar liggen belangrijke plaatsen zoals Balikpapan dat van belang was voor de aardoliewinning. De patrouille werd afgerond op 28 januari. Op 24 februari vond de verwachte invasie van Borneo plaats.
Twee dagen na de invasie van Borneo, op 26 februari, begon de O 19 aan een nieuwe oorlogspatrouille. Ditmaal lag het patrouillegebied in de Javazee. Net als bij de vorige tocht werden tijdens deze patrouille geen schepen tot zinken gebracht. Toen de O 19 in de buurt van het eiland Bawean voer werd het aangevallen door een Japanse torpedobootjager. De jager gebruikte dieptebommen waardoor de O 19 diep moest duiken. Eind februari keerde de O 19 terug naar Soerabaja voor een revisie.
De Japanse strijdkrachten begonnen op 1 maart met de invasie van Java. De geplande revisie van de O 19 kon daarom niet worden uitgevoerd. De onderzeeboot werd ingezet om bij mogelijke landingsplaatsen in de buurt van de Pamoekanklip, die ten westen van Jakarta ligt, te patrouilleren. Op 7 maart was de O 19 de laatste onderzeeboot die Java verliet. In eerste instantie nam de O 19 dezelfde route als de K XII, maar na de Straat Sape ging de O 19 richting Colombo in tegenstelling tot de K XII die uitweek naar Australië. De O 19 arriveerde op 21 maart in Colombo.

### Colombo
De O 21 was niet het enige Nederlandse schip dat na de val van Java was uitgeweken naar Colombo. In Colombo lagen de onderzeeboten K XI, K XIV en K XV, maar ook de kanonneerboot Soemba, de mijnenlegger Willem van der Zaan en de kruiser Sumatra, waren uitgeweken naar Colombo. De Sumatra was bij aankomst van de O 19 al verplaatst naar het veiliger Trincomalee. Verder lagen er het net uit Europa gearriveerde onderzeebootmoederschip Colombia en de jagers Jacob van Heemskerck en Isaac Sweers.
Omdat er een Japanse vloot was gelokaliseerd in de buurt van Sri Lanka moesten alle schepen de haven van Colombo verlaten in verband een mogelijke luchtaanval op de haven. Alle Nederlandse schepen op de O 19 na vertrokken naar het noorden om in de golf van Mannar voor anker te gaan. De O 19 moest een corridor in het mijnenveld voor de haven van Colombo bewaken, gedurende patrouille werden geen vijandelijke schepen waargenomen. De aanval op Colombo vond uiteindelijk plaats op 5 april. Drie dagen later op 8 april keerden de Nederlandse schepen terug naar Colombo.
Op 20 april ging de O 19 opnieuw op patrouille, ditmaal was het patrouillegebied de straat van Malakka. Dit is de zeestraat tussen Sumatra en Malakka, het is een belangrijke route tussen de Indische Oceaan en Grote Oceaan. Tijdens de patrouille die tot 9 mei duurde heeft de O 19 geen schepen kunnen aanvallen. Wel is het schip zelf met dieptebommen bestookt waardoor het diepteroer beschadigd raakte.
Na de terugkomst in Colombo werd besloten dat de O 19 voor onderhoud naar het Verenigd Koninkrijk zou varen, maar voordat deze tocht kon worden aangevangen moest de onderzeeboot eerst naar Bombay voor het hoogst noodzakelijke onderhoud. Op 13 mei vertrok de O 19 dan ook samen met de O 23, Colombia en de Britse jager Scout richting Bombay waar de schepen nog dezelfde dag aankomen.

### Groot onderhoud

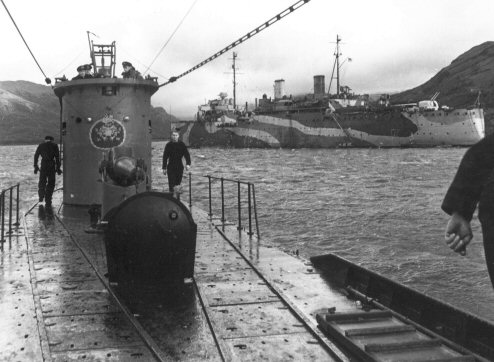
De O 19 tijdens de reis naar Fremantle in de haven van Gibraltar.

De scheepswerf in Bombay was niet uitgerust met de modernste apparatuur; het onderhoud aan het diepteroer duurde daardoor langer dan wenselijk. Halverwege juli keerde de O 19 terug naar Colombo om op 31ste van die maand naar Kilindini te varen. In Kilindini werd de O 19 enkele weken gebruikt als doelschip bij ASDIC-oefeningen, voordat het schip door kon naar Oost-Londen. In Oost-Londen aangekomen werd de koppeling van de bakboord diesel verwijderd om bij de O 21 te worden gemonteerd. De O 21 was juist op weg naar Colombo. Op 23 december vertrok de O 19 vanuit Oost-Londen naar het Verenigd Koninkrijk. Tijdens de tocht werd door de O 19 ter hoogte van Dakar een Duitse onderzeeboot gespot, maar die kon niet worden aangevallen. Op 12 februari 1943 arriveerde de O 19 in het Schotse Grangemouth.
Het onderhoud in Grangemouth duurde ongeveer een jaar. Een van de zaken die het onderhoud zo lang deed duren, was de vervanging van de koppeling van de bakboord diesel die was afgestaan aan de O 21. Een opvallende wijziging door de Britten aan de O 19 was de verwijdering van de snuiver. Die was aan boord van de O 19 juist veelvuldig gebruikt, onder meer tijdens het verdedigen van Nederlands-Indië en tijdens het uitwijken naar Colombo.
Op 4 oktober 1943 nam Van Karnebeek het commando van de O 19 over van Bach Kolling. Begin februari 1944 begon de O 19 na een lange periode van onderhoud aan het invaren van het schip. Tijdens deze invaarperiode werden verschillende tests en oefeningen bij Holy Loch uitgevoerd. Op 12 juni vertrok het schip vanuit Holy Loch weer richting Ceylon.

### Fremantle
Na op 11 augustus 1944 te zijn aangekomen in Trincomalee vertrekt de onderzeeboot tien dagen later alweer richting Fremantle. Tijdens de overtocht patrouilleert de O 19 de westkust van Sumatra. Tijdens deze patrouille werd in de nacht van 1 op 2 september een verkenning van de Emmahaven in Padang uitgevoerd. Twee dagen later op 4 september werd door middel van het dekkanon een Madoerese Prauw (10 ton) tot zinken gebracht. Weer twee dagen later op 6 september werd een Japanse kustvaarder (200 ton) met het dekkanon tot zinken gebracht. Het laatste schip dat tijdens deze patrouille tot zinken werd gebracht was de Korei Maru (599 ton), dit schip werd op 10 september met het dekkanon tot zinken gebracht. Aangekomen in Fremantle wordt de O 19 onderdeel van het achtste onderzeebootflottielje en valt het onder Amerikaans commando.
Van 23 oktober tot 24 november 1944 patrouilleert de O 19 in de Java- en Balizee. Tijdens deze patrouille wordt op 16 november de Japanse kustvaarder Kaishin Maru #2 (150 ton) met het dekkanon tot zinken gebracht. Na deze patrouille wordt Drijfhout van Hooff als commandant van de O 19 vervangen door Van Karnebeek in verband met de gezondheid van eerstgenoemde.
Tijdens de tweede patrouille vanuit Fremantle, van 19 december tot 21 januari 1945, is het patrouillegebied weer de Javazee. Op 3 januari worden veertig zeemijnen gelegd in de baai van Bantam. Twee dagen later wordt een Japans escortevaartuig aangevallen, maar deze aanval mislukt. Later tijdens de patrouille is de O 19 wel succesvol, op 9 januari wordt door middel van het dekkanon het Japanse vrachtschip Shinko Maru #1 tot zinken gebracht. Na deze aanval wordt de O 19 gelokaliseerd door de Japanse strijdkrachten en aangevallen met dieptebommen. Tijdens deze aanval raakt de O 19  zwaar beschadigd en moet het schip terugkeren naar Australië, via Darwin wordt uiteindelijk Fremantle bereikt.
Van 1 april tot 3 mei werd er weer een oorlogspatrouille uitgevoerd in de Javazee. Ook ditmaal wist de O 19 succesvol vijandelijke schepen aan te vallen. Op 10 april werd het Japanse tankschip Hosei Maru (696 ton) tot zinken gebracht met het dekkanon. De Hosei Maru was het door de Japanners in beslag genomen tankschip Poseidon van de Nederlandsch-Indische Tankstoomboot Maatschappij. Drie dagen later op 13 april wordt een serie van veertig zeemijnen gelegd in het noordelijke deel van de straat Banka. Na eerst onsuccesvol een Japanse kruiser te hebben aangevallen op 18 april wordt op 22 april de Japanse kruiser Haguro (10.000 ton) door een torpedo van de O 19 beschadigd.

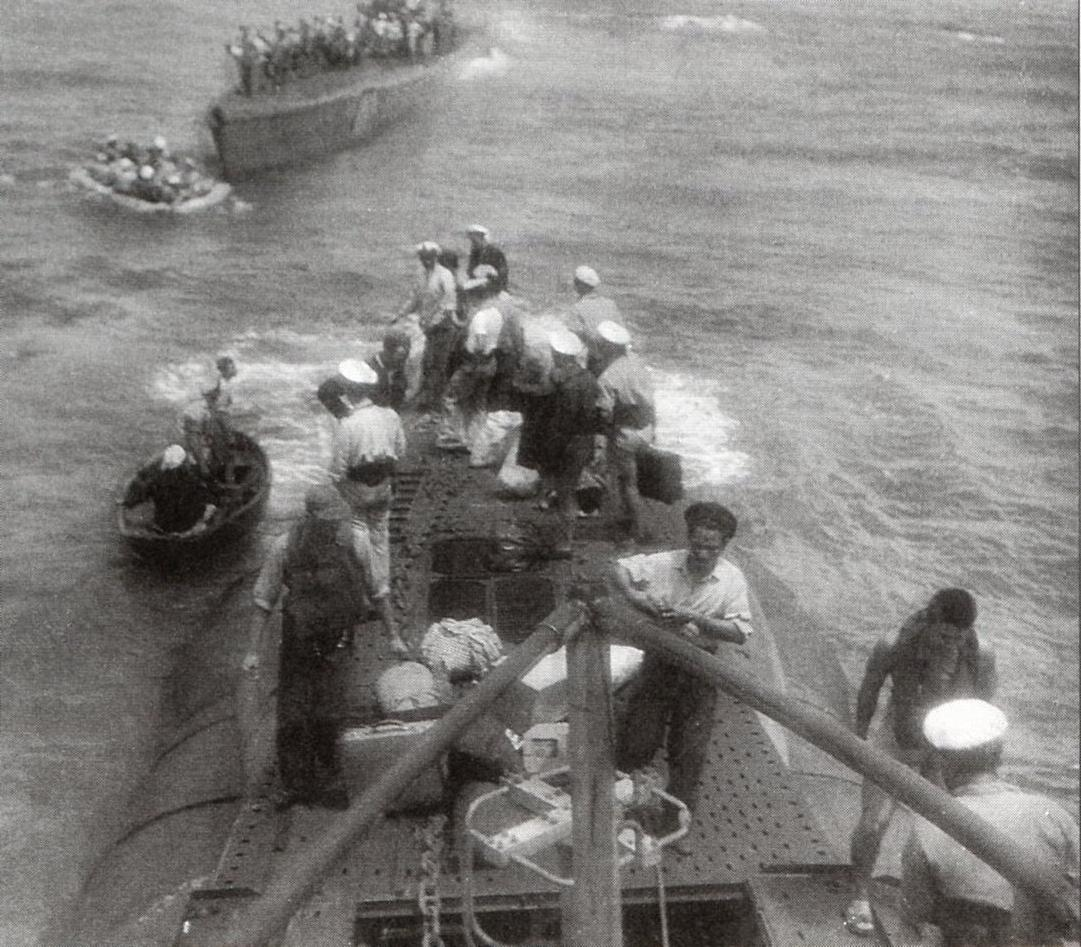
De evacuatie van de O 19

### Het verlies van de O 19
Op 25 juni 1945 vertrok de O 19 vanuit Fremantle naar de Subicbaai. Aan boord van de O19 bevonden zich dummymijnen en medicinale alcohol. Op 8 juli liep de O 19 bij laagwater op het Laddrif, bij hoogwater lukte het niet om het schip vlot te krijgen. De Amerikaanse onderzeeboot 'USS Cod', die ongeveer 200 zeemijlen van het Laddrif was verwijderd kreeg de opdracht om de O 19 te assisteren. In de ochtend van 9 juli arriveerde de Cod bij de gestrande O 19. Er werd die dag bij hoogwater een poging ondernomen om de O 19 los te trekken maar die mislukte. Tijdens de poging kreeg de Cod luchtsteun van Amerikaanse vliegtuigen. De volgende dag, 10 juli, werd nog een poging ondernomen maar ook die mislukte. Daarop werd besloten de O 19 te evacueren en de onderzeeboot onklaar te maken. Bij het onklaar maken werd speciale aandacht gegeven aan het vernietigen van de sonar en radar. Nadat de onderzeeboot met explosieven onklaar was gemaakt werd het met het zestien schoten van het dekkanon en twee torpedo's van de Cod vernietigd.
Op 13 juli arriveerde de Cod in Subicbaai. Tijdens de tocht naar Subicbaai waren dus meer dan negentig mensen aan boord van de Cod. De bemanning van de O19 werd daar ontscheept. De Cod vervolgde haar zevende patrouille. De bemanning van de O 19 met uitzondering van de commandant die in de Subicbaai bleef keerde via een combinatie van vliegtuig en schip terug naar Fremantle. Die terugtocht van de bemanning van de O 19 was niet officieel geregeld. Op 13 augustus kwam de Cod weer aan in Fremantle, opgewacht door de bemanning van de O 19. De bemanning van de Cod is toen uitgenodigd voor een feest door de bemanning van de O 19. Aangezien dit feest is gegeven na de overgave van Japan is dit een speciale gelegenheid geweest. Als blijk van herdenking werd een cocktailglas en de naam van de O 19 aan de toren van de Cod toegevoegd. De 'Cod is nu een museumschip in Cleveland, Ohio.

## Schepen beschadigd of tot zinken gebracht door de O 19
| schip               | tonnage    | datum      | schade     |
| ------------------- | ---------- | ---------- | ---------- |
| Akita Maru          | 3.817 ton  | 10-01-1942 | gezonken   |
| Tairu Maru          | 4.944 ton  | 10-01-1942 | gezonken   |
| Madurese prauw      | 10 ton     | 4-09-1944  | gezonken   |
| Japanse kustvaarder | 200 ton    | 6-09-1944  | gezonken   |
| Korei Maru          | 599 ton    | 10-09-1944 | gezonken   |
| Kaishin Maru #2     | 150 ton    | 16-11-1944 | gezonken   |
| Shinko Maru #1      | 934 ton    | 9-1-1945   | gezonken   |
| Hosei Maru          | 696 ton    | 10-4-1945  | gezonken   |
| Haguro              | 10.000 ton | 22-4-1945  | beschadigd |